# Роман Василев
Роман Василев е български инженер и мениджър.
От 13 март до 29 май 2013 г. е министър без портфейл, отговарящ за електронното правителство в състава на служебното правителство на Марин Райков.

## Биография

### Ранен живот и образование
Роман Георгиев Василев е роден на 24 юли 1967 г. в Перник, България. Завършва 9-а френска езикова гимназия в София.
Възпитаник е на университета Чинхуа в Пекин, Китай, специалност „Машинен дизайн и автоматизация на производството“. Магистър е по „Бизнес администрация“ и „Международно управление“ в „Тандърбър“ (Thunderbird), Аризона, САЩ.

### Професионална и политическа кариера
В периода 1994 – 2002 г. като инженер проектира и пуска в експлоатация производства в Индонезия и САЩ за петролно-химически и автомобилни клиенти на компанията Чийода Корпорейшън (Chiyoda), базирана в Йокохама, Япония.
Създател е на „Юронет България“ ЕООД (Euronet) през 2004 г., а от 2005 г. започва изграждането на банкоматна мрежа в България.
От 2008 до 2012 г. ръководи разширението и развитието на глобален развоен център за автомобилна електроника „Джонсън Контролс Електроникс-България“ ЕООД. Разработва и глобалната стратегия на „Джонсън Контролс Инкорпорейшън“ (JCI) за „Ефективно приобщаване на служители“. Участва в проекти с водещи организации в България и спонсорира създаването на технически лаборатории в университети във Варна, Габрово, Пловдив, Русе и София.
От 2011 до 2013 г. е член на Борда на директорите на Американската търговска камара в България с ресор „Корпоративна и социална отговорност“. Член е на Борда на директорите на Индустриален клъстер „Електромобили“ в България и на Борда на директорите, учредили „Аутомотив Клъстер България“ през 2012 г.
Владее английски, японски, китайски, ползва и френски език.

## Семейство
Женен, с едно дете.